# 동남아시아 축구 연맹

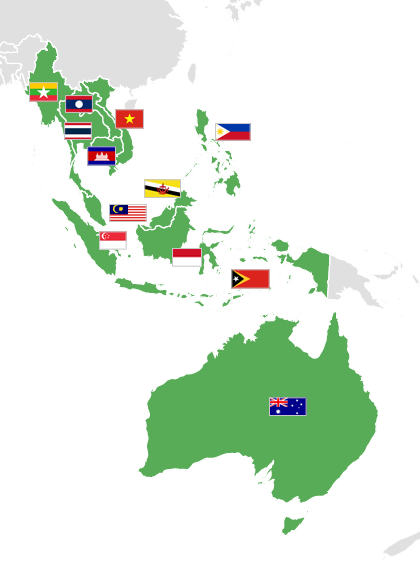
동남아시아 축구 연맹 회원국 지도

동남아시아 축구 연맹(AFF: ASEAN Football Federation)은 아시아 축구 연맹의 지역 연맹으로 동남아시아의 아세안(ASEAN) 국가들의 축구팀을 회원국으로 하고 있다. 아세안 축구 연맹은 1984년에 태국, 필리핀, 브루나이, 싱가포르, 말레이시아, 인도네시아까지 총 6개국을 창설국으로 하여 설립되었으며, 1996년에는 베트남, 캄보디아, 라오스, 미얀마까지 가입하여 총 10개국을 회원국으로 하였다.
1996년에 연맹은 동남아시아 축구 연맹 선수권 대회 (타이거컵)이라는 지역대회를 처음으로 개최했다. 이 대회는 2007년부터 동남아시아 축구 선수권 대회로 발전하게 되어 지역 축구 연맹을 대표하는 대회가 되었다.
현재, 동티모르가 2004년에 가입을 하였고, 2006년부터 아시아 축구 연맹의 회원국이 된 오스트레일리아가 초청국으로 활동하다가 2013년부터 정회원국으로 승격함으로써 아세안 축구 연맹의 회원국 수는 12개가 되었다. 본부는 말레이시아 프탈링자야에 있다.

## 회원국
- 동티모르
- 라오스
- 말레이시아
- 미얀마
- 베트남
- 브루나이
- 싱가포르
- 인도네시아
- 캄보디아
- 태국
- 필리핀
- 오스트레일리아

## 대회
남자
- 아세안 축구 선수권 대회

여자
- 아세안 여자 축구 선수권 대회

## 같이 보기
아시아 축구 연맹 소속 5개 지역연맹
- 남아시아 축구 연맹 (SAFF)
- 동아시아 축구 연맹 (EAFF)
- 서아시아 축구 연맹 (WAFF)
- 동남아시아 축구 연맹 (AFF)
- 중앙아시아 축구 연맹 (CAFA)